# AniFest

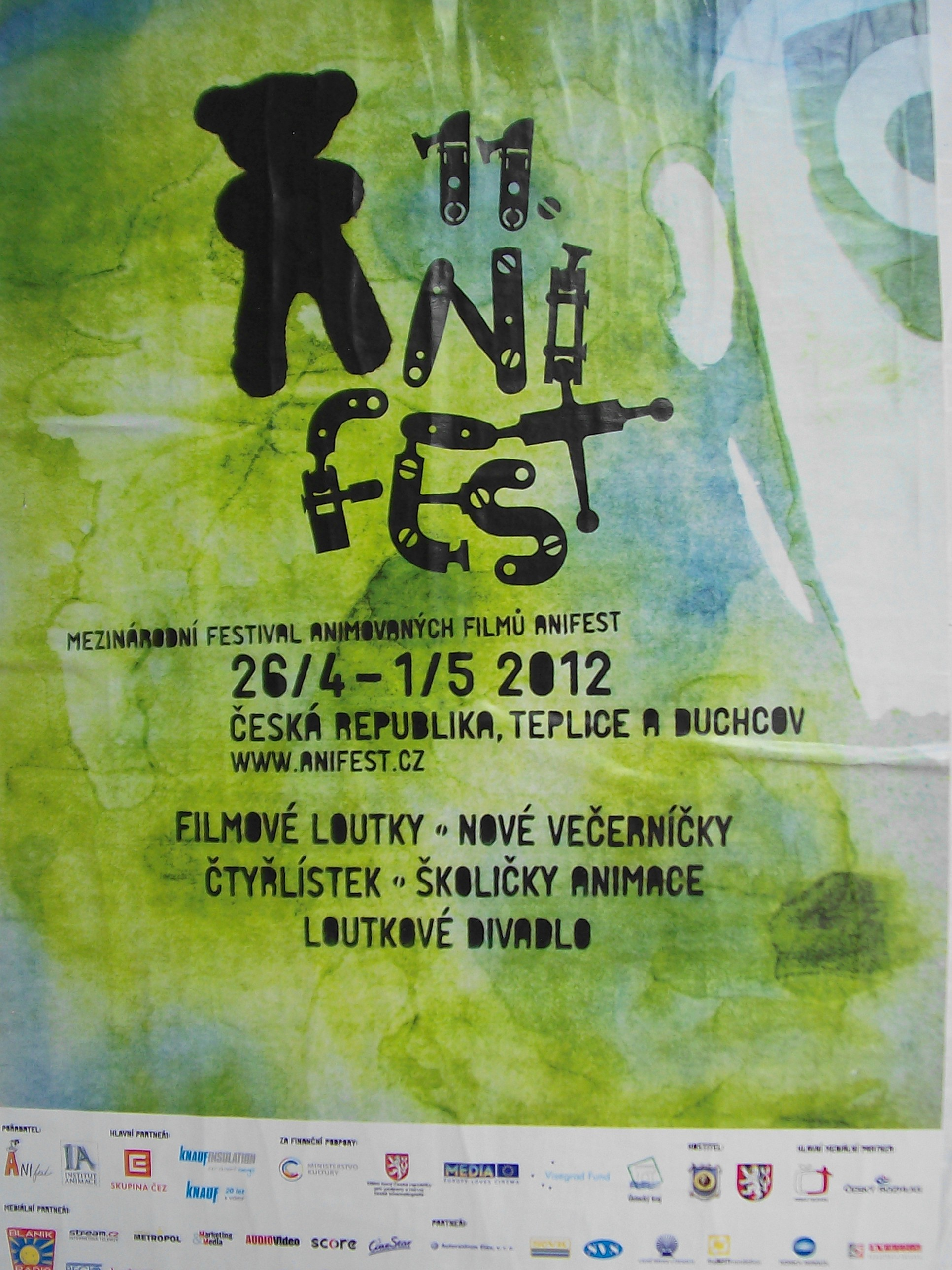
Plakát roku 2012

AniFest byl mezinárodní festival animovaných filmů pořádaný od roku 2002 v Třeboni (v okrese Jindřichův Hradec v Jihočeském kraji) a od roku 2009 v Teplicích (okres Teplice v Ústeckém kraji) v České republice, kde se v roce 2013 konal poslední 11. ročník. Jednalo se o každoroční přibližně týdenní soutěžní, ale i nesoutěžní přehlídku současné české a zahraniční animované tvorby. Součástí festivalu byl kromě soutěžních přehlídek i doprovodný program pro odbornou, ale i laickou veřejnost, který spočíval v řadě filmových projekcí, workshopů, výstav, soutěží nebo koncertů. Na sklonku roku 2013 ukončil festival svou samostatnou činnost a spojil se s festivalem Anifilm, který vznikl v roce 2009 v Třeboni po přesunutí AniFestu do Teplic.

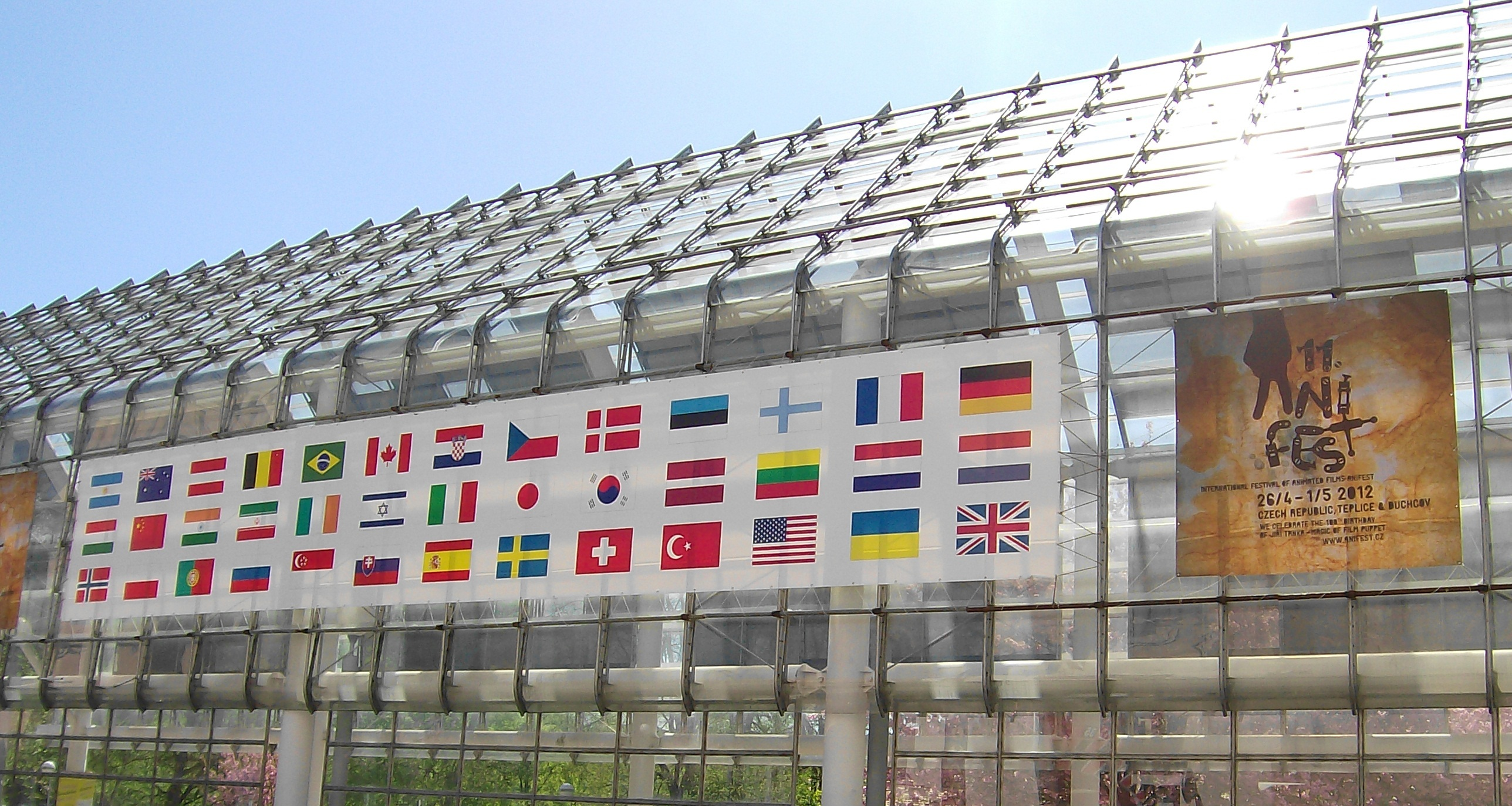
Vlajky zúčastněných států

## Historie
První ročník festivalu byl pouze národní přehlídkou, od roku 2003 začal pořádat i mezinárodní soutěž. V roce 2011 měl AniFest již 10 soutěžních kategorií, mezi nimi i studentské filmy, animované reklamy, videoklipy a filmy vytvořené dětmi. Od roku 2002 do roku 2011 se do mezinárodní soutěže AniFestu přihlásilo 8 806 filmů ze 79 zemí světa. Během předposledního ročníku (2011) prošlo promítacími sály na 15 000 tisíc diváků a akreditovaly se stovky filmových profesionálů.
Součástí festivalu byla i tzv. umělecké rada, ve které pravidelně zasedaly osobnosti světové animace jako například teoretik Giannalberto Bendazzi nebo režisérka Michaela Pavlátová. Mimo to mohl během své historie přivítat například Raula Servaise, Garyho Bardina, Joannu Quinnovou, Paula Driessena, Jurije Norštejna a mnoho dalších.
Předposlední ročník se konal v roce 2012 a připomněl sto let od narození Jiřího Trnky a své konání rozšířil i o města Duchcov a Krupka. Tématem byla filmová loutka a na festival se sjely známé osobnosti ze světa loutkové animace. Byla představena také unikátní výstava Trnkových loutek, promítnuta Trnkova retrospektiva, britské loutkové filmy a mnoho dalšího. V následujícím roce se s omezenými prostředky odehrál ještě jeden ročník.

## Rozdělení festivalu
V roce 2009 došlo k přesunu festivalu do Teplic. V Třeboni po jeho odchodu vznikl Anifilm, který měl pokračovat v tradici festivalu animovaných filmů v tomto městě. V České republice se tedy mezi lety 2009 až 2013 konaly paralelně dva festivaly, jejichž náplň byla přibližně stejná a navíc probíhaly v přibližně stejnou dobu, což způsobovalo pro zahraniční návštěvníky, ale i pro českou veřejnost nepřehlednost a zmatení. Vleklé spory mezi oběma subjekty nakonec skončily v roce 2013, kdy došlo k dohodě a spojení obou festivalů pod společný název Anifilm s místem konání v Třeboni. První společný ročník by konal v roce 2014.